# Ophiurinae
De Ophiurinae zijn een onderfamilie van slangsterren uit de familie Ophiuridae.

## Geslachten
- Abyssura Belyaev & Litvinova, 1976
- Amphiophiura Matsumoto, 1915
- Anthophiura H.L. Clark, 1911
- Aspiduriella Bolette, 1998 †
- Astrophiura Sladen, 1879
- Bathylepta Belyaev & Litvinova, 1972
- Euvondrea Fell, 1961
- Felderophiura Jagt, 1991 †
- Gymnophiura Lütken & Mortensen, 1899
- Haplophiura Matsumoto, 1915
- Hofmannistella Detre, 1971 †
- Ophiambix Lyman, 1880
- Ophiochalcis Koehler, 1930
- Ophiochrysis Koehler, 1904
- Ophiocrossota H.L. Clark, 1928
- Ophiocten Lütken, 1855
- Ophioctenella Tyler, Paterson, Sibuet, Guille, Murton & Segonzac, 1995
- Ophiogona Studer, 1876
- Ophiolebella Mortensen, 1936
- Ophiomages Koehler, 1922
- Ophiomastus Lyman, 1878
- Ophiomisidium Koehler, 1914
- Ophionotus Bell, 1902
- Ophiopenia H.L. Clark, 1911
- Ophioperla Koehler, 1912
- Ophiophycis Koehler, 1901
- Ophiophyllum Lyman, 1878
- Ophiopleura Duncan, 1878
- Ophioplinthus Lyman, 1878
- Ophiopyrgus Lyman, 1878
- Ophiosparte Koehler, 1922
- Ophiosteira Bell, 1902
- Ophiotitanos Spencer, 1907 †
- Ophiotjalfa Mortensen, 1913
- Ophiotypa Koehler, 1897
- Ophiura Lamarck, 1801
- Ophiuraster H.L. Clark, 1939
- Perlophiura Belyaev & Litvinova, 1972
- Praeaplocoma Broglio Loriga & Berti Cavicchi, 1972 †
- Spinophiura Stöhr & Segonzac, 2006
- Stegophiura Matsumoto, 1915
- Syntomospina Morris, Rollins & Shaak, 1973 †
- Uriopha Paterson, 1980